# Абд ал-Рахман
Абд ал-Рахман (Абд ар-Рахман) (д/н — 6 липня 1699) — 9-й султан Магінданао в 1678—1699 роках. Також відомий як Мухаммад аль-Мутабат Абд ар-Рахман (Барахаман) Муїз уд-Даула. В іспанців знаний як Альмо аль-Ласаб Брахаман, англійський мореплавець і пірат Вільям Дампір називав його Альмо Собат (перекручене аль-Мутабат).

## Життєпис
Син султана Дунданг Тідулая. Невдовзі після сходження останнього на трон у 1671 році отримав титул Раджа Муди (спадкоємця), а згодом став співсултаном. 1678 року після смерті батька став одноосібним володарем Магінданао. Призначив брата Куду лаксамана (в іспанському варіант капітан-лаута), що тотожне адміралу.
Невдовзі приборкав виступив проти себе в князівстві Буаян, підкоривши його і ліквідувавши там владу дату, встановивши міцне управління. Також одружився з Басінгою, донькою Мангади, дату островів Сангіхе (на південь від Мінданао), та донькою султана Сиборі, чим скріпив союз з султанатом Тернате, що в свою чергу покращило торгівлю спеціями. Після смерті дату Мангади приєднав ці острови до своїх володінь.
Встановив дружні відносини Голландською Ост-Індською компанією та з англійцями, найнявши секретаря-перекладача польського походження Якобуса Ардеса, щоб полегшити торгівлю й листування з англійськими і голландськими торговельними представництвами. Втім раптово помер 1699 року. Йому спадкував брат Кахар уд-Дін Куда.